# Saison 2016-2017 du Havre Athletic Club
Maillots
Chronologie
Saison précédente Saison suivante
La saison 2016-2017 du Havre Athletic Club est la 34e saison du club en Ligue 2.  Le club est engagé dans trois compétitions : la Ligue 2, la Coupe de la Ligue et la Coupe de France.

## Objectif du club
L'objectif du club est de montée en Ligue 1, terminée à la 4e place en championnat (même différence de buts que le 3ème, Metz, mais moins bonne attaque)

## Préparation d'avant-saison
Cinq matchs amicaux sont organisés. Le bilan est de 2 victoires, 2 match nul et 1 défaite (7 buts pour, 4 buts contre).

## Compétitions
| Championnat de France | Coupe de France            | Coupe de la Ligue |
| --------------------- | -------------------------- | ----------------- |
| 8e 54 points          | Trente-deuxièmes de finale | Deuxième tour     |
| 14V 12N 12D           | 2V 0N 1D                   | 1V 0N 1D          |
| TOTAL: 17V 12N 14D    |                            |                   |

### Championnat

#### Journées 16 à 19
| Rang                            | Équipe                 | Pts | J  | G | N | P | Bp | Bc | Diff |
| ------------------------------- | ---------------------- | --- | -- | - | - | - | -- | -- | ---- |
| 3                               | RC Lens                | 32  | 19 | 8 | 8 | 3 | 25 | 18 | +7   |
| 4                               | RC Strasbourg P        | 32  | 19 | 9 | 5 | 5 | 25 | 19 | +6   |
| 5                               | ES Troyes AC R         | 32  | 19 | 9 | 5 | 5 | 24 | 20 | +4   |
| 6                               | FC Sochaux-Montbéliard | 32  | 19 | 8 | 8 | 3 | 20 | 14 | +6   |
| 7                               | Amiens SC P            | 29  | 19 | 7 | 8 | 4 | 23 | 15 | +8   |
| 8                               | Le Havre AC            | 27  | 19 | 7 | 6 | 6 | 19 | 17 | +2   |
| Barrage de promotion en Ligue 1 |                        |     |    |   |   |   |    |    |      |

#### Journées 35 à 38
| Rang | Équipe              | Pts | J  | G  | N  | P  | Bp | Bc | Diff |
| ---- | ------------------- | --- | -- | -- | -- | -- | -- | -- | ---- |
| 6    | Nîmes Olympique     | 64  | 38 | 17 | 13 | 8  | 58 | 40 | +18  |
| 7    | Stade de Reims R    | 55  | 38 | 14 | 13 | 11 | 41 | 39 | +2   |
| 8    | Le Havre AC         | 54  | 38 | 14 | 12 | 12 | 39 | 31 | +8   |
| 9    | GFC Ajaccio R       | 51  | 38 | 13 | 12 | 13 | 47 | 51 | −4   |
| 10   | Chamois niortais FC | 49  | 38 | 12 | 13 | 13 | 45 | 57 | −12  |

#### Résultats par journée
| Journée   | 01 | 02  | 03 | 04 | 05 | 06 | 07 | 08  | 09 | 10 | 11 | 12 | 13 | 14 | 15 | 16 | 17 | 18 | 19 | 20 | 21  | 22  | 23  | 24  | 25 | 26  | 27  | 28 | 29  | 30  | 31 | 32 | 33  | 34 | 35 | 36 | 37 | 38 |
| --------- | -- | --- | -- | -- | -- | -- | -- | --- | -- | -- | -- | -- | -- | -- | -- | -- | -- | -- | -- | -- | --- | --- | --- | --- | -- | --- | --- | -- | --- | --- | -- | -- | --- | -- | -- | -- | -- | -- |
| Terrain   | E  | D   | E  | D  | E  | D  | E  | D   | E  | D  | E  | D  | E  | E  | D  | E  | D  | E  | D  | E  | D   | E   | D   | E   | D  | E   | D   | E  | D   | E   | D  | D  | E   | D  | E  | D  | E  | D  |
| Résultats | V  | V   | N  | D  | N  | N  | D  | N   | V  | V  | V  | V  | D  | V  | N  | D  | D  | N  | D  | N  | D   | D   | N   | N   | V  | D   | V   | V  | D   | N   | N  | V  | D   | V  | D  | N  | V  | V  |
| Points    | 3  | 6   | 7  | 7  | 8  | 9  | 9  | 10  | 13 | 16 | 19 | 22 | 22 | 25 | 26 | 26 | 26 | 27 | 27 | 28 | 28  | 28  | 29  | 30  | 33 | 33  | 36  | 39 | 39  | 40  | 41 | 44 | 44  | 47 | 47 | 48 | 51 | 54 |
| Place     | 3e | 1er | 4e | 8e | 8e | 8e | 9e | 11e | 7e | 5e | 4e | 3e | 4e | 3e | 3e | 5e | 6e | 8e | 8e | 9e | 14e | 14e | 15e | 14e | 9e | 12e | 10e | 8e | 10e | 11e | 9e | 9e | 10e | 9e | 9e | 9e | 8e | 8e |

## Affluence
Affluence du Havre AC à domicile

## Bilan de la saison
- Premier but de la saison : 
  -  Mathieu Duhamel,   16e lors de US Orléans - Le Havre AC, le 29 juillet 2016.
- Premier penalty : 
  -  Mana Dembélé,   51e (pen.) lors de Stade de Reims - Le Havre AC, le 9 août 2016.
- Premier doublé : 
  -  Mana Dembélé,   51e   54e lors de Stade de Reims - Le Havre AC, le 9 août 2016.
- But le plus rapide d'une rencontre : 
  -  Nathaël Julan,   5e lors de Le Havre AC -Bourg-En-Bresse 01, le 10 février 2017.
- But le plus tardif d'une rencontre : 
  -  Nathaël Julan,   90+4e lors de Stade lavallois - Le Havre AC, le 4 novembre 2016.
- Plus grand nombre de buts marqué contre l’adversaire : 5 buts
  - 2-5 lors de Stade de Reims - Le Havre AC, le 9 août 2016.
- Plus grand nombre de buts marqué par l’adversaire : 5 buts
  - 2-5 lors de Le Havre AC - LB Châteauroux, le 23 août 2016.
- Plus grand nombre de buts marqués dans une rencontre : 7 buts
  - 2-5 lors de Stade de Reims - Le Havre AC, le 9 août 2016.
  - 2-5 lors de Le Havre AC - LB Châteauroux, le 23 août 2016.
- Plus large victoire à domicile : 3 buts d'écart
  - 3-0 lors de Le Havre AC -Bourg-En-Bresse 01, le 10 février 2017.
  - 4-1 lors de Le Havre AC -US Orléans, le 19 mai 2017.
- Plus large défaite à domicile : 2 buts d'écart
  - 1-3 lors de Le Havre AC - ES Troyes AC, le 19 août 2016.
  - 0-2 lors de Le Havre AC - Tours FC, le 16 décembre 2016.
- Plus large victoire en extérieur : 4 buts d'écart
  - 0-4 lors de Saint-Colomban Locminé - Le Havre AC, le 3 décembre 2016.
  - 0-4 lors de Tours FC - Le Havre AC, le 12 mai 2017.
- Plus défaite en extérieur : 2 buts d'écart
  - 2-0 lors de Stade brestois - Le Havre AC, le 18 février 2017.
  - 2-0 lors de Amiens SC - Le Havre AC, le 14 avril 2017.
  - 2-0 lors de RC Strasbourg - Le Havre AC, le 28 avril 2017.
- Meilleur classement de la saison en Ligue 2 : 
  - 1er de la 2e à la 3e journée.
- Moins bon classement de la saison en Ligue 2 : 
  - 15e de la 23e à la 24e journée.
- Plus grande affluence à domicile :
  - 10 043 spectateurs lors de Le Havre AC - Amiens SC, le 19 novembre 2016.
- Plus petite affluence à domicile : 
  - 4970 spectateurs lors de Le Havre AC - LB Châteauroux, le 23 août 2016.

Mis à jour le 19 mai 2017.

## Autres équipes

### Équipe réserve
| Rang | Équipe             | Pts | J  | G  | N  | P  | Bp | Bc | Diff |
| ---- | ------------------ | --- | -- | -- | -- | -- | -- | -- | ---- |
| 6    | RC Lens rés.       | 44  | 30 | 13 | 5  | 12 | 36 | 37 | -1   |
| 7    | JA Drancy          | 39  | 30 | 9  | 12 | 9  | 28 | 22 | +6   |
| 8    | Lille OSC rés. P   | 38  | 30 | 9  | 11 | 10 | 36 | 38 | -2   |
| 9    | IC Croix           | 37  | 30 | 10 | 8  | 12 | 34 | 36 | -2   |
| 10   | Le Havre AC rés. P | 36  | 30 | 10 | 6  | 14 | 36 | 43 | -7   |
|      |                    |     |    |    |    |    |    |    |      |

| J   | Date     | Rencontre               | Rencontre | Rencontre               | J   | Date     | Rencontre               | Rencontre | Rencontre               |
| --- | -------- | ----------------------- | --------- | ----------------------- | --- | -------- | ----------------------- | --------- | ----------------------- |
| J1  | 13.08.16 | RC Lens B               | 1-0       | HAC B                   | J16 | 14.01.17 | AC Boulogne-Billancourt | 2-3       | HAC B                   |
| J2  | 20.08.16 | HAC B                   | 0-3       | AC Boulogne-Billancourt | J17 | 21.01.17 | HAC B                   | 0-2       | JA Drancy               |
| J3  | 27.08.16 | JA Drancy               | 2-0       | HAC B                   | J18 | 04.02.17 | AS Poissy               | 3-0       | HAC B                   |
| J4  | 03.09.16 | HAC B                   | 2-2       | AS Poissy               | J19 | 11.02.17 | HAC B                   | 2-0       | AC Amiens               |
| J5  | 10.09.16 | AC Amiens               | 1-0       | HAC B                   | J20 | 18.02.17 | IC Croix                | 2-1       | HAC B                   |
| J6  | 17.09.16 | HAC B                   | 0-3       | IC Croix                | J21 | 04.03.17 | HAC B                   | 3-1       | Lille OSC B             |
| J7  | 01.10.16 | Lille OSC B             | 0-0       | HAC B                   | J22 | 11.03.17 | Fleury FC               | 0-1       | HAC B                   |
| J8  | 15.10.16 | HAC B                   | 2-0       | FC Fleury               | J23 | 18.03.17 | HAC B                   | 2-1       | Entente SSG             |
| J9  | 29.10.16 | Entente SSG             | 3-1       | HAC B                   | J24 | 25.03.17 | FC Dieppe               | 0-2       | HAC B                   |
| J10 | 05.11.16 | HAC B                   | 4-0       | FC Dieppe               | J25 | 08.04.17 | HAC B                   | 3-3       | Calais RUFC             |
| J11 | 19.11.16 | Calais RUFC             | 1-4       | HAC B                   | J26 | 15.04.17 | HAC B                   | 0-0       | ES Wasquehal            |
| J12 | 26.11.16 | ES Wasquehal            | 0-2       | HAC B                   | J27 | 22.04.17 | ES Viry-Châtillon       | 2-0       | HAC B                   |
| J13 | 10.12.16 | HAC B                   | 2-1       | ES Viry-Châtillon       | J28 | 29.04.17 | HAC B                   | 0-2       | US Lusitanos Saint-Maur |
| J14 | 17.12.16 | US Lusitanos Saint-Maur | 0-0       | HAC B                   | J29 | 13.05.17 | Arras FA                | 3-0       | HAC B                   |
| J15 | 21.12.16 | HAC B                   | 1-2       | Arras FA                | J30 | 20.05.17 | HAC B                   | 0-0       | RC Lens B               |

### U19 Nationaux
Extrait du classement des U19 Nationaux 2016-2017 (Groupe A)
| Rang                                                     | Équipe      | Pts | J  | G  | N | P  | Bp | Bc | Diff |
| -------------------------------------------------------- | ----------- | --- | -- | -- | - | -- | -- | -- | ---- |
| 1                                                        | Le Havre AC | 60  | 26 | 19 | 3 | 4  | 55 | 22 | +33  |
| 2                                                        | RC Lens     | 57  | 26 | 17 | 6 | 3  | 66 | 17 | +49  |
| 3                                                        | Paris SG    | 55  | 26 | 18 | 1 | 7  | 75 | 31 | +44  |
| 4                                                        | Lille OSC   | 50  | 25 | 15 | 5 | 5  | 67 | 22 | +45  |
| 5                                                        | Paris FC    | 44  | 26 | 14 | 2 | 10 | 48 | 29 | +19  |
| Qualification en demi finale du Championnat U19 National |             |     |    |    |   |    |    |    |      |

### U17 Nationaux
| Rang                                                     | Équipe          | Pts | J  | G  | N | P | Bp | Bc | Diff |
| -------------------------------------------------------- | --------------- | --- | -- | -- | - | - | -- | -- | ---- |
| 1                                                        | Paris SG        | 54  | 26 | 16 | 6 | 4 | 55 | 26 | +29  |
| 2                                                        | SM Caen         | 49  | 26 | 14 | 7 | 5 | 47 | 23 | +24  |
| 3                                                        | Valenciennes FC | 48  | 26 | 14 | 6 | 6 | 53 | 30 | +23  |
| 4                                                        | Le Havre AC     | 47  | 26 | 15 | 2 | 9 | 53 | 44 | +9   |
| 5                                                        | Lille OSC       | 47  | 26 | 15 | 4 | 9 | 55 | 39 | +16  |
| Qualification en demi finale du Championnat U17 National |                 |     |    |    |   |   |    |    |      |